# (2718) Handley
Pour les articles homonymes, voir Handley (homonymie).
(2718) Handley est un astéroïde de la ceinture principale.

## Description
(2718) Handley est un astéroïde de la ceinture principale. Il fut découvert le 30 juillet 1951 à Johannesbourg par Ernest Leonard Johnson. Il présente une orbite caractérisée par un demi-grand axe de 3,12 UA, une excentricité de 0,15 et une inclinaison de 1,5° par rapport à l'écliptique.

## Compléments